# Arne Hedman
Klas Arne Ingemar Hedman, född 23 september 1945 i Rättvik, är en svensk pensionerad överste av 1. graden. Hedman har bland annat varit chef för Skaraborgs regemente och Hallands regemente.
Hedman påbörjade sin militära karriär 1971 då han blev officer. Han befordrades till Kapten 1974 och vidare till Major 1982. År 1988 nådde han graden Överstelöjtnant, följt av Överste 1992. Två år senare, 1994, utnämndes han till Överste 1. gr.

## Befattningar
- 1971–1974: Officer
- 1974–1982: Kapten vid Dalregementet
- 1982–1985: Detaljchef vid Försvarsstaben
- 1985–1986: Generalstabskåren
- 1986–1988: Lärare vid Militärhögskolan
- 1988–1990: Generalstabskåren och sektionschef vid Försvarsstaben
- 1990–1994: Chef för Smålandsbrigaden
- 1995–1997: Regementschef och försvarsområdesbefälhavare vid Skaraborgs regemente och Skaraborgs försvarsområde
- 1998–2000: Regementschef och försvarsområdesbefälhavare vid Hallands regemente och Hallands försvarsområde